# Ескімосько-алеутські мови
Ескімосько-алеутські мови — група мов, якими розмовляють ескімоси та алеути на північних землях Америки (Аляска, Ґренландія, Північна Канада) та Сибіру (Чукотський півострів, Острів Беринга).

Ескімосько-алеутськими мовами розмовляють у США, Канаді, Ґренландії та Росії

Згідно з гіпотезою Джозефа Ґрінберґа ця мовна родина мала би бути однією з трьох головних мовних родин Америки (разом із на-дене та америндськими мовами) та відповідати третій хвилі міґрації в процесі заселення континенту.

## Класифікація

### Алеутська гілка
- алеутська мова — 200 осіб (Росія, США)
- медновсько-алеутська мова — згасла

### Ескімоська гілка

#### Юпікська група

##### аляскинська підгрупа
- алютикська мова
- юпікська мова

##### сибірська підгрупа
- юїтська мова
- науканська мова

#### Інуїтська група
Інуіпак
- північний інуіпак
- північно-західний інуіпак

Гренландська мова — 57 тис. осіб
Інуктитут — 38 тис. (Канада)
- східний інуктитут
- інуїннактун